# Tridentský koncil

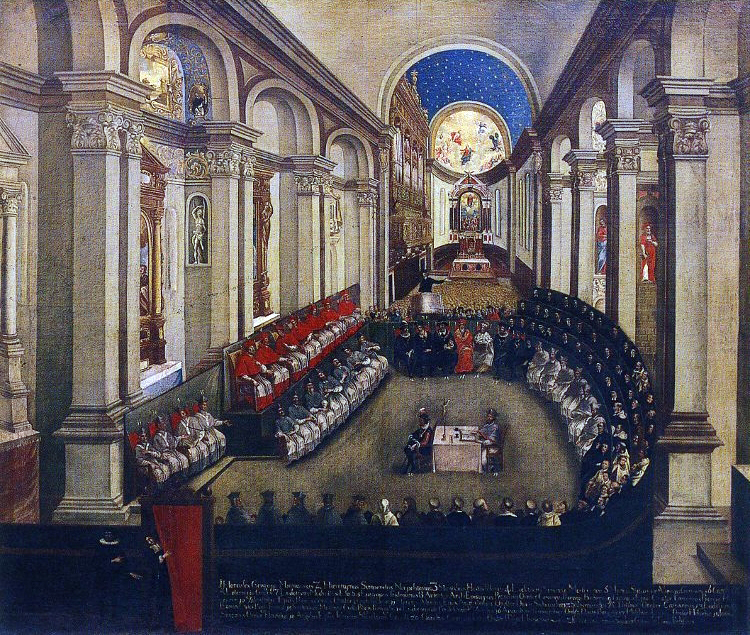
Tridentský koncil, neznámý malíř, 1600 cca, Museo Diocesiano Tridentino, Trento

Tridentský koncil (latinsky Concilium Tridentinum) byl 19. ekumenický koncil uznaný katolickou církví. Svolal jej papež Pavel III. roku 1545 a zasedal v italském Tridentu (italsky Trento, latinsky Tridentum). V první a druhé fázi se ho účastnilo přibližně okolo 50–70 prelátů, v poslední fázi jich bylo většinou 150–200. Koncil reagoval na vznik protestantství a položil základ katolické reformace. Koncil schválil 16 dogmatických dekretů, které se věnují mnoha aspektům křesťanské víry.
Koncil zasedal v období mezi 13. prosincem 1545 a 4. prosincem 1563, ale byl několikrát přerušen. Předsedali mu postupně tří papežové – Pavel III., Julius III. a Pius IV. Jeho průběh lze rozdělit do tří období (1545–1549, 1551–1552 a 1562–1563) a 25 zasedání. Koncil odmítl reformaci a proti ní vymezil katolickou nauku o spáse a ospravedlnění, svátostech a biblickém kánonu. Zasadil se o sjednocení liturgie v římskokatolické církvi a omezil rozdílné místní praxe; tím byla fixována podoba tzv. tridentské mše, výhradní formy římského ritu až do vydání misálu Pavla VI. v roce 1970.

## Cíl a výsledek koncilu
Cíle koncilu byly dva:

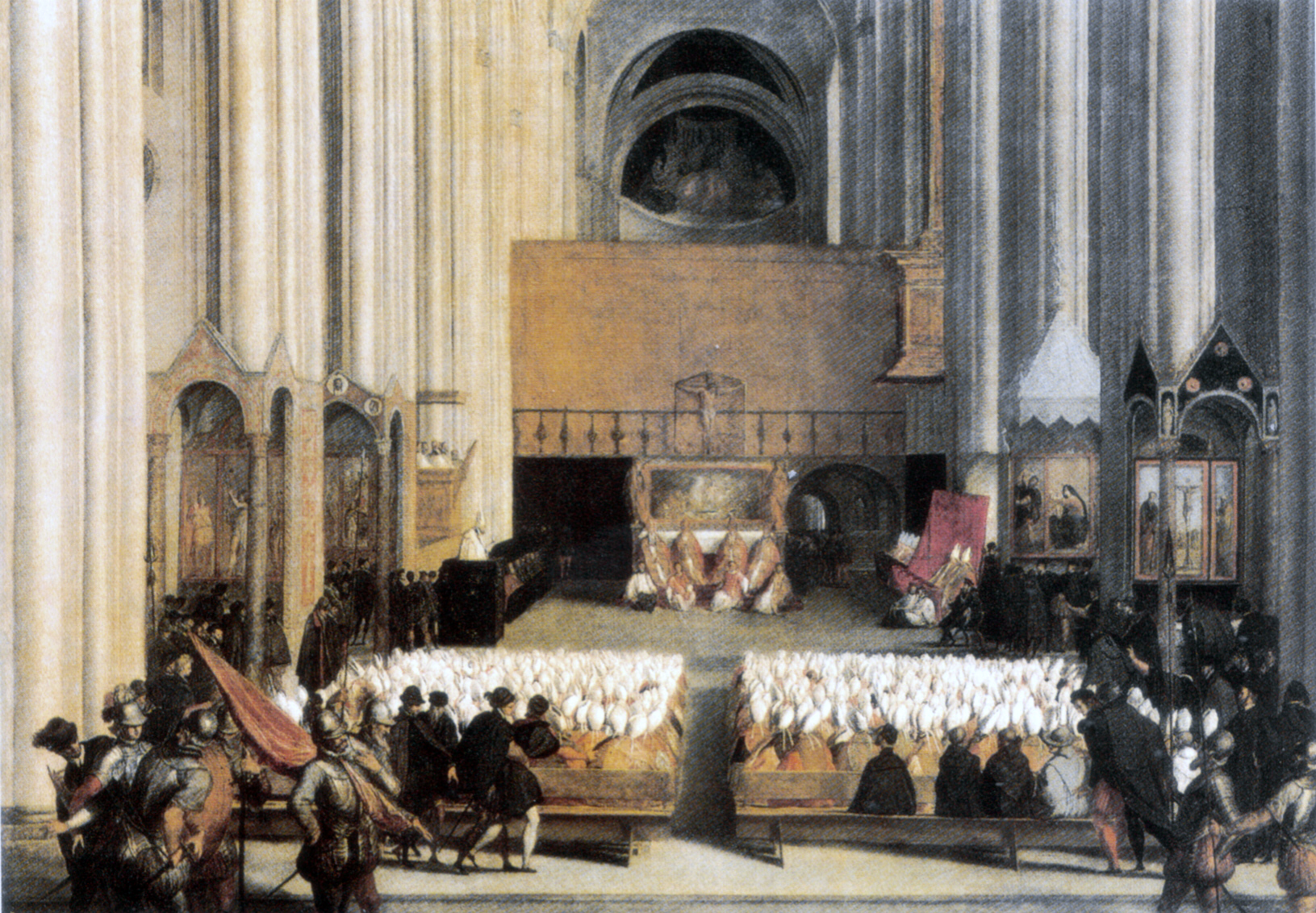
Paolo Farinatis: Tridentský koncil

1. Reagovat na vznik protestantství a definovat nauku katolické církve v diskutovaných otázkách. Císař Karel V. se zasazoval, aby protestanti měli na koncilu svůj hlas, přestože byl sám katolíkem. Oproti papeži se také snažil o znovusjednocení víry v německých zemích, protože to nejlépe odpovídalo jeho potřebám centralizace moci. Během druhého zasedání koncilu v letech 1551–1552 byli protestanti dvakrát pozváni a koncil vydal záruky pro bezpečnost evangelických vyslanců. Bylo jim nabídnuto právo diskutovat, avšak upřeno právo hlasovací. Philipp Melanchthon a Johann Brenz spolu s dalšími německými luterány vyrazili na cestu na koncil, a to spolu se svými vyznáními (Melanchthon se svým irenickým vyznáním známým jako Confessio Saxonica). Avšak upření práva hlasovat a průběžný úspěch vojenské kampaně proti císaři Karlu V. je přiměly ukončit spolupráci protestantů s koncilem.
2. Připravit reformu církevní disciplíny a správy. Tento cíl byl důvodem svolání i předešlého, Pátého lateránského koncilu, kterému předsedali Julius II. a Lev X.; fakt, že dávno požadovaná reforma disciplíny byla neustále odkládána, přitom byl jedním z důvodů reformace a jejího úspěchu.

Koncil zasedal v 25 zasedáních, avšak celá polovina z nich byla věnována slavnostním vyhlášením. Hlavní část práce byla vykonána ve výborech a kongregacích, jejichž práci koordinoval papežský legát. Koncil učinil přítrž zneužívání církevní moci a zavedl disciplinární reformu, která zahrnovala i omezení prodeje odpustků, stav řádů, vzdělání kléru, rezidenční povinnost biskupů a zákaz soubojů.
Doktrinální rozhodnutí koncilu jsou rozdělena do dekretů, které obsahují pozitivní vyjádření dogmat katolické církve, a kratších kánonů, které zavrhují (anathematizují) protestantský pohled na sporné otázky. Tato vyjádření jsou velmi strohá a přesná. Protestantské pozice jsou však často v dokumentech zachyceny ve vyhrocené podobě a někdy jsou směšovány s herezemi, které zavrhují i protestanti.

## Kánony a dekrety
Po znovustvrzení Nicejsko-konstantinopolského vyznání víry (3. zasedání) byl schválen dekret (4. zasedání) stvrzující, že deuterokanonické knihy jsou na stejné úrovni jako ostatní knihy biblického kánonu (proti Lutherovu zúžení biblického kánonu). Tentýž dekret staví do vztahu k Písmu tradici jako měřítko víry. Latinská Vulgáta je označena za autoritativní text pro použití v teologii.
Ospravedlnění (6. zasedání) je podle koncilu nabídnuto na základě víry a dobrých skutků (proti luteránské nauce „sola fide“); víra je popisována jako postoj, který v průběhu života člověka postupně roste. Je odmítnuta také teze, že člověk je pod vlivem milosti zcela pasivní a nečinný.
Největší péči věnuje koncil svátostem. Koncil stvrzuje svátostnou povahu sedmi svátostí a označuje eucharistii za účast na skutečné Kristově oběti, kdy je chleba a víno proměněno v tělo a krev Krista (13. a 22. zasedání). Koncil užívá pojmu transsubstanciace, avšak pouze v kontextu aristotelské hylemorfické teorie; pojem nemá dogmatickou závaznost. Dekret stanovuje, že Kristus je „vere, realiter, substantialiter“ (opravdu, skutečně, podstatně) přítomen v konsekrovaných způsobách. Plody Kristovy oběti mohou být při mši vztaženy na živé i zemřelé; její zpřítomňování se děje na základě Ježíšova příkazu apoštolům „To čiňte na mou památku,“ čímž byla ustanovena zároveň svátost kněžství. Koncil potvrdil praxi přijímání pod jednou způsobou (21. zasedání), ačkoli s určitými regionálními výjimkami, a předal v této otázce poslední slovo papeži.
Svěcení (23. zasedání) podle koncilu a učení církve vtiskuje nezrušitelné znamení (character) do duše. Kněžství Nového zákona je nahrazením kněžství starozákonního. Souhlas Božího lidu není nezbytný k platnosti svátostí.
V dekretu o manželství (24. zasedání) se potvrzuje hodnota celibátního způsobu života, zavrhuje se konkubinát. Platnost manželství je církevně-právně vázána na vzájemný souhlas před knězem a dvěma svědky. V případě rozvodu není nevinné straně dovoleno sezdat se za života manžela znovu, i když se ten dopustil cizoložství.
Koncil se zabývá i dalšími konkrétními praxemi v církvi, naukou o očistci, svatých, o uctívání ostatků, o odpustcích. Koncil dává za úkol zvlášť zřízené komisi připravit seznam zakázaných knih (Index Librorum Prohibitorum), avšak tato komise index svěřuje do správy papeži. Papeži je postoupena i příprava katechismu a nové vydání breviáře a misálu.
Ustanovení koncilu schválil 26. ledna 1564 papež Pius IV. bulou, která zavazuje všechny členy katolické církve uposlechnout rozhodnutí koncilu.

## Tridentský koncil a české země
Nově nastupivší panovník českých zemí Ferdinand I. Habsburský chtěl na svých zemí upevnit pozici katolicismu a zároveň proti sobě nepopudit protestantskou opozici. Na koncilu u papeže vymohl definitivní povolení husitství, které však doznalo výrazných změn a v 1. polovině 16. století se nacházelo v úpadku. Svým směřováním tíhli jeho stoupenci k luteránství, proti němuž Ferdinand I. rázně vystoupil. Stejně rázný, odmítavý postoj zaujal i k Jednotě bratrské. Formálně se ale držel ustanovení basilejských kompaktát.

## Přehled koncilních dokumentů
| Předmět                           | Zasedání | Datum              | Kánonů | Dekretů |
| --------------------------------- | -------- | ------------------ | ------ | ------- |
| Písmo svaté                       | 4.       | 8. dubna 1546      | —      | 1       |
| Prvotní hřích                     | 5.       | 7. června 1546     | 5      | 4       |
| Ospravedlnění                     | 6.       | 13. ledna 1547     | 33     | 16      |
| Svátosti obecně                   | 7.       | 3. března 1547     | 13     | 1       |
| Křest                             | 7.       | 3. března 1547     | 14     | —       |
| Biřmování                         | 7.       | 3. března 1547     | 3      | —       |
| Eucharistie                       | 13.      | 11. října 1551     | 11     | 8       |
| Svátost pokání                    | 14.      | 15. listopadu 1551 | 15     | 15      |
| Pomazání nemocných                | 14.      | 4. listopadu 1551  | 4      | 3       |
| Eucharistie                       | 21.      | 16. června 1562    | 4      | 3       |
| Eucharistie                       | 22.      | 9. září 1562       | 9      | 4       |
| Kněžské svěcení                   | 23.      | 15. července 1563  | 8      | 3       |
| Manželství                        | 24.      | 11. listopadu 1563 | 12     | 1       |
| Očistec                           | 25.      | 4. prosince 1563   | —      | 1       |
| Úcta ke svatým, ostatkům, obrazům | 25.      | 4. prosince 1563   | —      | 3       |
| Odpustky                          | 25.      | 4. prosince 1563   | —      | 1       |

## Protestantská reakce
Na svolání koncilu za podmínek nevýhodných pro protestanty reagoval již r. 1545 Martin Luther pamfletem Wider das Papsttum zu Rom, vom Teufel gestiftet („Proti římskému papežství založenému od ďábla“). Soustavný kritický rozbor dekretů Tridentského koncilu z luteránských pozic podal v letech 1566–72 teolog Martin Chemnitz ve čtyřsvazkovém díle Examen Concilii Tridentini („Zkoumání Tridentského sněmu“).

#### Pramenné edice
- Concilium Tridentinum. Diariorum, actorum, epistularum, tractatuum nova collectio, vyd. Görres-Gesellschaft, 21 sv., Freiburg 1901-2001.
- Šusta Josef (ed.), Die Römische Curie und das Konzil von Trient unter Pius IV. Actenstücke zur Geschichte des Conzils von Trient, I-IV, Wien, Alfred Hölder 1904-1914.

#### Ostatní literatura
- Georg Schreiber: Das Weltkonzil von Trient. Sein Werden und Wirken. 2 Bände. Freiburg 1951.
- Hubert Jedin: Geschichte des Konzils von Trient. 4 Bände. Freiburg im Breisgau 1949–1975 (I: 1949, II: 1957, III: 1970, IV: 1975).
- Remigius Bäumer (Hrsg.): Concilium Tridentinum. Wege der Forschung 313. Darmstadt 1979.
- Paolo Prodi (Hrsg.): Das Konzil von Trient und die Moderne. Schriften des Italienisch-Deutschen Historischen Instituts in Trient 16. Berlin 2001.
- Kavka František – Skýbová Anna, Husitský epilog na koncilu Tridentském a původní koncepce habsburské rekatolizace Čech. Počátky obnoveného pražského arcibiskupství 1561-1580, Praha, UK 1969.
- Šusta Josef, Pius IV. před pontifikátem a na začátku pontifikátu, Praha 1900.
- Dokumenty tridentského koncilu: latinský text a překlad do češtiny. Překlad Ignác Antonín Hrdina. Vydání první. Praha: Krystal OP, s.r.o., 2015. 335 stran.